# Бонковский, Ян

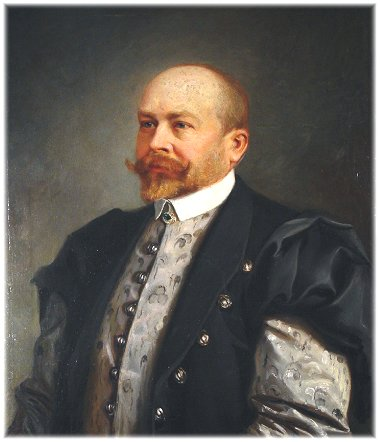
Портрет Яна Войцеха Тжецеского. 1909 г.

Ян Бонковский (пол. Jan Bąkowski; 19 июня 1872, Краков — 10 ноября 1934) — польский художник.
В 1890-х года учился живописи у профессоров Краковской Школы (впоследствии — Академии) изящных искусств Леона Вычулковского и Яна Станиславского. В 1903 г. продолжил обучение в Баварской академии изящных искусств в Мюнхене.
Автор многих портретов, пейзажей и натюрмортов. Создал копии портретов для галереи епископского дворца в Кракове.
Состоял членом «Общества любителей истории и памятников Кракова», занимавшегося консервацией памятников искусства и архитектуры древней столицы Польши.
Отдельные работы художника находятся ныне в Краеведческом музее г. Житомира (Украина).

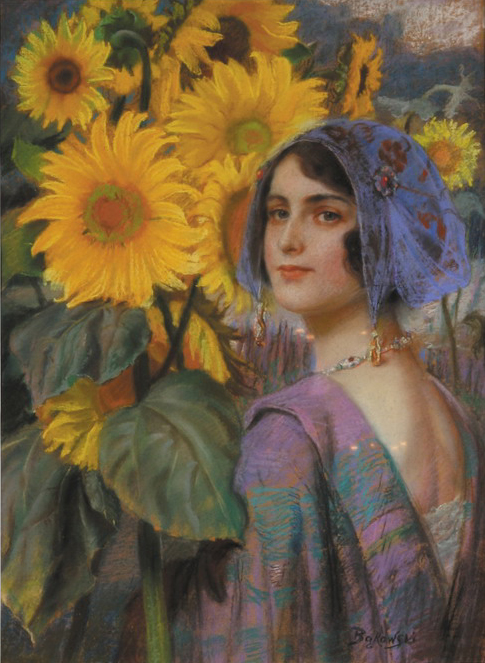
Девушка с подсолнухами. Нач. XX в.